# Jean de Montaigu (Marmousets)
Jean de Montaigu oder Montagu (* 1363 in Paris; † 17. Oktober 1409 ebenda) war Berater der französischen Könige Karl V. und Karl VI.
Er war der Sohn von Gérard de Montaigu dem Älteren († 1391), Sekretär Karls V., und Biette Cassinel, einer Schwester von Ferry Cassinel, Erzbischof von Reims und Geliebten Karls V.; seine Brüder waren Gérard de Montaigu der Jüngere, Bischof von Poitiers und Bischof von Paris († 1420), und Jean de Montaigu, Bischof von Chartres und Erzbischof von Sens († 1415).
Jean de Montaigu wird gelegentlich als unehelicher Sohn König Karls V. bezeichnet. Dafür gibt es jedoch keine belastbaren Belege. Bereits in jungen Jahren war Jean de Montaigu Berater Karls V. († 1380) und dessen Surintendant des Finances und wurde nach dessen Tod von der Regierung der Herzöge (1380–1388) noch für mehrere diplomatische Missionen in der Lombardei, Flandern und Deutschland eingesetzt. Mit der Volljährigkeit seines Halbbruders Karl VI. im Oktober 1388 wurde er eines der wichtigsten Mitglieder der Regierung der Marmousets (1388–1392), durch die Karl VI. die Regierung seiner Onkel, der Herzöge, ersetzte.
Mit der Rückkehr der Herzöge an die Macht 1392 (siehe auch: Bal des Ardents) wurde er entlassen, 1395 aber wieder zurückgeholt. 1396 wurde er Maître de l’Hôtel des Königs, der Königin und des Herzogs Ludwig von Orléans, sowie Kapitän der Bastille. 1401 bekam er den Titel eines Grand maître de France. 1405 war er Kapitän von Paris, das er im Auftrag der Orléans-Partei verwaltete. Er entfremdete sich dem Herzog von Burgund, der sich 1409 schließlich an ihm rächte: Jean de Montaigu wurde am 7. Oktober 1409 verhaftet, verurteilt, am 17. Oktober geköpft und schließlich am Galgen von Montfaucon bei Paris aufgehängt:
- "Item, am Montag, dem 7. Tag des folgenden Oktober, nämlich 1409, wurde einer namens Jean de Montaigu, Oberhofmeister des Königs von Frankreich, in der Nähe von Saint-Victor festgenommen und ins Petit Châtelet gesteckt; daraus entstand zu der Stunde, als man ihn ergriff, ein derartiger Aufruhr in Paris, als sei dieses ganze Paris voller Sarazenen, obwohl niemand wusste, warum sie sich aufregten. Und es ergriff ihn einer namens Pierre des Essarts, der zu dieser Zeit Vogt von Paris war... Und am 17. Tag des genannten Monats Oktober, donnerstags, wurde der oben genannte Oberhofmeister in einen Karren gesetzt, mit seiner Livrée bekleidet, einem blau-weißen Überrock und einer gleichfarbigen Kappe, einem weißen Hosenbein und rot das andere, goldenen Sporen, die Hände nach vorne gefesselt, ein Holzkreuz in den Händen, aufrecht in dem Karren sitzend, zwei Trompeten vor sich, und in diesem Zustand zu den Hallen geführt. Dort schlug man ihm den Kopf ab, danach wurde der Körper zum Galgen von Paris gebracht und ganz oben aufgehängt, im Hemd, mit seinen Hosen und goldenen Sporen, wovon das Gerücht zu einigen Herren Frankreichs, wie Berry, Bourbon, Alençon und vielen anderen drang."[3]

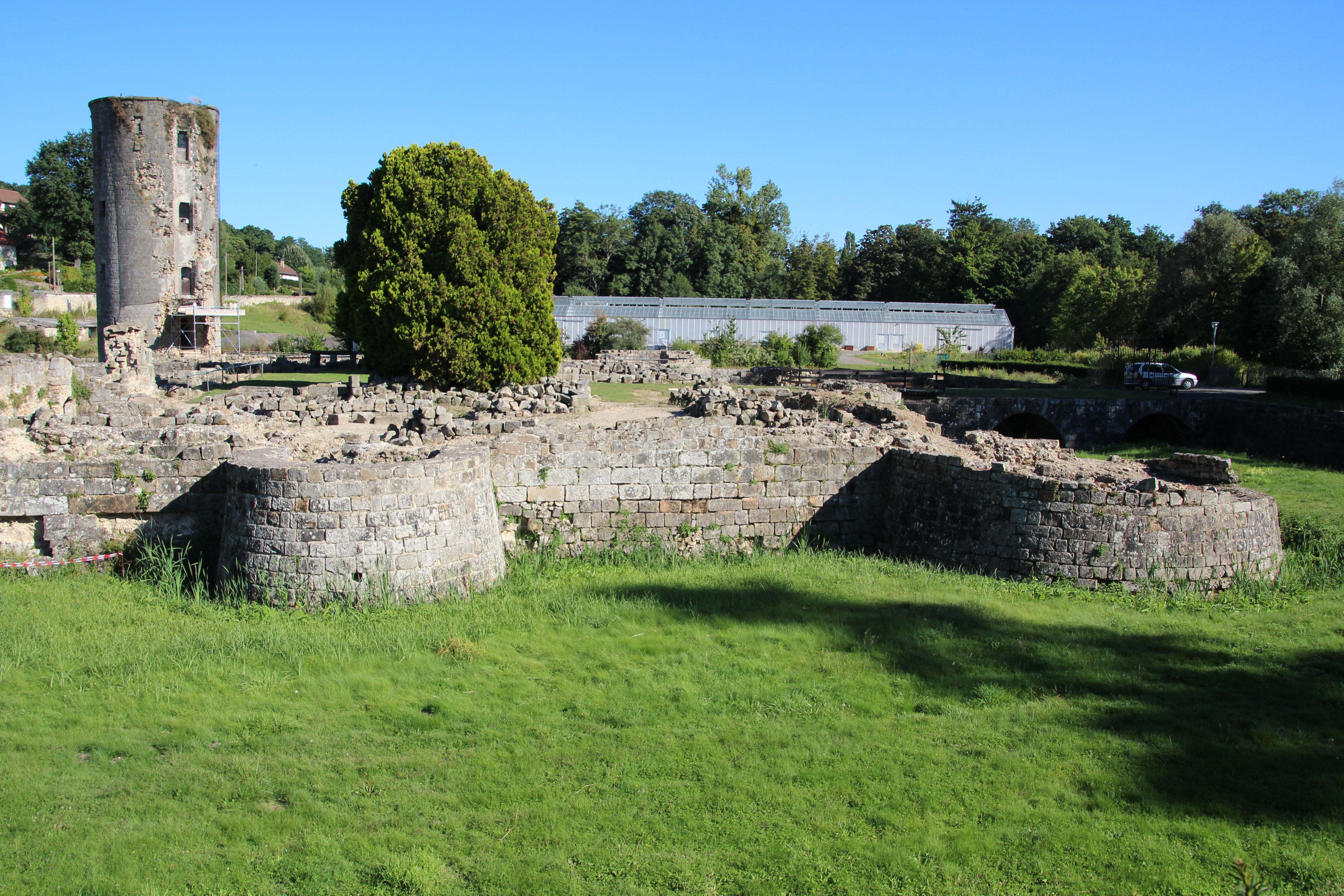
Ruinen des Schlosses von Marcoussis

Während seiner Amtszeit hatte Jean de Montaigu ein enormes Vermögen angesammelt und sogar den Titel des Vidame de Laon (weltlicher Vertreter des Bischofs von Laon) erworben. Er kaufte das Hôtel Barbette und verkaufte es an die Königin Isabeau weiter, gründete die Cölestinerabtei von Marcoussis und gab Unsummen aus, um deren Kirche auszugestalten, die 1398 geweiht wurde. 1404 bis 1408 investierte er einen Großteil seines Vermögens in den Bau des Schlosses von Marcoussis, das eines der schönsten Beispiele für die Architektur zur Zeit Karls VI. wurde.
Jean de Montaigu heiratete Jacqueline de La Grange, Tochter von Étienne de La Grange, Präsident des Parlement de Paris, und Marie du Bois. Ihr Sohn war Charles de Montagu, der Ehemann von Catherine d’Albret, Tochter von Charles I. d’Albret, Connétable von Frankreich, Graf von Dreux; ihre Tochter war Elisabeth de Montagu, Ehefrau von Jean VI. de Lorroy und Pierre de Bourbon-Préaux.
Drei Jahre nach seiner Hinrichtung erreichte sein Sohn Charles seine Rehabilitierung. Sein Grab steht in der von ihm finanzierten Abtei von Marcoussis.

## Nachkommen
Jean de Montaigu und Jacqueline de La Grange hatten mindestens sieben Kinder:
- Charles, * wohl 1396, X 25. Oktober 1415 in der Schlacht von Azincourt; ⚭ 1409 Catherine d’Albret, Tochter von Charles I. d’Albret, Graf von Dreux und Connétable von Frankreich, und Marie de Sully, Dame de Craon (Haus Albret)
- Isabelle, * 1397, † Oktober 1429 in Vallères, begraben in Marcoussis; ⚭ I um 1413 Johann VI., Graf von Roucy und Braine, X 25. Oktober 1415 in Azincourt, begraben im Kloster Saint-Yved (Braine) (Haus Pierrepont); ⚭ II um 1416 Pierre de Bourbon, 1417 Herr von Préaux, ermordet 11. Oktober 1422 in La Rochelle (Haus Bourbon-Préaux)
- Jacqueline, † 1436 in Moncontour, Herrin von Marcoussis und Bois-Malesherbes; ⚭ I 7. November ... Jean de Craon, Herr von Montbazon, 2. Vizegraf von Châteaudun, X 25. Oktober 1415 in Azincourt (Haus Craon); ⚭ II Jean V. Malet, Herr von Graville, † nach 1449 (Haus Malet)
- Jeanne, * wohl 1398, † September 1420 in Vallères; ⚭ Herbst 1417 Jacques II. de Bourbon, 1415 Herr von Argies und Préaux, 1417 Baron von Thury, 1420 geistlich, erschossen 1429 (Haus Bourbon-Préaux)
- 2 Söhne, † klein
- Tochter, † klein